# 프랑스 혁명에 관한 성찰
《프랑스 혁명에 관한 성찰》(영어: Reflections on the Revolution in France)은 아일랜드계 영국정치가 에드먼드 버크가 저술해 1790년 11월 출간한 정치 팜플렛이다. 지성사에서 가장 유명한 프랑스 혁명에 대한 비판 중 하나이며, 근대 보수주의 사상의 토대를 마련하고 국제정치 이론에도 기여한 소책자로 평가된다. 특히 "전통주의를 보수주의라는 각성되고 완전한 정치 철학으로 바꿔놓았다"는 점에서 버크 사상의 최고봉으로 평가된다.
이 논고의 성격은 복합적으로 분류된다. 형식적으로는 정치적 팜플렛이라 볼 수도 있으나 편지의 형태로 쓰여져 의미의 층위에 개방성과 특정성이 더해진다. 내용적으로는 학자에 따라 "현실주의자로도 이상주의자로도 분류되며, 합리주의자로도 혁명주의자로도 분류되기도 한다". 이 책은 그 통찰력과 수사적 표현, 문학적 영향 때문에 버크의 대표작으로 손꼽히며 정치 이론 분야의 고전이 되었다. 버크의 사상은 20세기 보수주의와 고전 자유주의 지식인들에 큰 영향을 미쳐 공산주의와 혁명적 사회주의 정책에 반대하는 논거로서 활용되기도 하였다.

## 배경
에드먼드 버크는 영국 경험론의 전통에 따라 이성을 불신하며 인간의 행동은 이성뿐만이 아니라 정념에 의해서도 추동된다고 본다. 1757년에는 《숭고와 아름다움의 이념의 기원에 대한 철학적 탐구》를 발표하여 숭고라는 감정에 대하여 고찰하기도 하였다. 버크는 사회를 이성으로만 파악할 수 없는 복잡계로 인식하였고, 이성에 의한 '진보'를 추구하는 모든 정책에 회의적 입장을 견지하였다. 버크는 영국 하원에서 야당이었던 휘그당 소속으로 활동하며 자유주의 정치가였던 로킹엄(Rockingham) 경과 협력하는데, 정치인으로서 버크는 이성을 과신하여 사회의 전통과 제도를 파괴하려는 모든 시도에 반대한다.
버크는 고향 아일랜드의 카톨릭교도에 대한 종교적 탄압을 비난하였고, 영국의 아메리카 대륙 식민지의 이익을 대변하며 미국 독립 혁명을 지지하였으며, 영국의 제국주의 정책을 비판하며 부패와 권력남용을 이유로 인도 총독이었던 워런 헤이스팅스의 탄핵을 추진하기도 한다. 한편 영국 헌정의 전통에 따라 왕권에 대한 입헌적 제약은 강력하게 옹호하였다. 비주류인 아일랜드계 야당 정치인으로서 버크의 초기행보는 주로 "자유주의적 명분을 숭상했고 미국 독립 혁명을 지지하기도 했기에, 버크가 프랑스 혁명은 재앙이고 혁명가들을 '추잡한 무리들'이라 표현하는 강한 신념을 보였을 때 정적과 동료정치인 구분없이 놀랐다." 이 책의 발표 후 버크는 찰스 폭스 등 같은 휘그당원 동지들과 등을 지기도 한다.
1789년 바스티유 감옥 습격 사건 직후, 프랑스 귀족 샤를-장-프랑수아 뒤퐁은 자유주의자들의 존경을 받던 버크에게 프랑스 혁명에 대한 견해를 밝혀달라고 요청한다. 버크는 두 통의 편지로 답신하는데, 두 번째 쓰여진 더 장문의 편지는 리처드 프라이스의 1790년 1월 연설문 〈조국애에 대한 담론〉(A Discourse on the Love of Our Country)을 읽고 쓴 것이며 이것이 《프랑스 혁명에 관한 성찰》으로 출간된다. 1790년 11월 출판된 후, 이 책은 즉시 베스트셀러가 되어 영국에서 1년간 1만 9천부, 프랑스에서 1만 3천부가 팔렸으며 루이 16세도 이 책을 읽었다.
자유주의자들의 기대와는 달리 버크는 프랑스 혁명을 맹비난하는데, 그는 프랑스 혁명이 그가 옹호했던 미국 독립 혁명이나 명예혁명과는 달리 전통을 수호하는 것이 아니라 파괴하며, 이성에 대한 맹신으로 자기확신에 젖어 모든 것을 적폐로 몰고 청산하려 한다고 주장한다. 이성은 완벽하지 않으며, 항상 의도치 않은 결과를 초래하고 완벽하게 통제될 수 없기 때문에 버크는 이성이 제시하는 급진적 변화의 청사진을 거부한다. 버크는 인간이 이성을 절대화할 때 나타나는 일에 대하여 "인간이 신을 가장한다면, 머지않아 악마처럼 행동한다."고 표현하며, 프랑스 혁명의 이후 경과가 폭력과 파괴, 살육과 전쟁, 그리고 군사독재자의 출현으로 이어질 것임을 예측하였다.

## 내용
《프랑스 혁명에 관한 성찰》에서 버크는 영국 진보지식인들이 대혁명을 지지하는 움직임을 보이는 것을 경계하며, 프랑스 혁명을 영국 명예혁명과 동일선상에서 평가한 프라이스 목사의 연설을 반박함으로써 프랑스 혁명의 성격이 명예혁명과는 본질적으로 다르다는 것을 밝히고자 한다.
프라이스 목사는 영국의 명예혁명이나 프랑스의 대혁명 모두 폭군에 대한 저항권이라는 자연법에 근거를 두고 있다고 말한다. 반면 버크는 명예혁명은 저항권이라는 추상적 원칙에 바탕을 두고 일어난 것이 아니라 영국의 특수한 역사적 상황과 전통에 따른 결과이며, 이와 달리 프랑스 혁명은 천부인권 등 추상적 원칙을 실현하기 위해 현실과 전통을 파괴하고 있다는 차이가 있다고 주장한다. 버크는 이성적인 것이라 포장된 혁명의 추상적 토대가 인간과 사회 본질의 복잡성을 무시하고 있기 때문에 프랑스 혁명은 재앙적 파국을 맞이할 것이라 본다.

## 영향
혁명에 관한 버크의 견해는 즉각적으로 논쟁의 대상이 되어 많은 사람들이 이에 대한 반론서를 출간했고, 이른바 "팜플렛 전쟁"이 일어났다. 추상적 인권을 환상이라 비난하며 실제 역사, 제도, 문화, 습속 등을 중시하는 버크의 주장에 대하여, 최초로 메리 울스턴크래프트가 《인간의 권리 옹호》(A Vindication of the Rights of Men, 1790)를 저술해 반박했으며 곧 이어 토머스 페인도 《인간의 권리》(Rights of Man, 1791)를 출간하여 논쟁이 격해졌다.
이 책의 출간은 근대 보수주의가 탄생하는 계기가 되었다. 버크가 《프랑스 혁명에 관한 성찰》에서 제시했던 이성의 불완전성과 급진개혁의 위험성, 전통의 중요성 등은 보수주의의 기초가 되었다.

## 참고 문헌
- Armitage, Dave (2000). “Edmund Burke and Reason of State” (PDF). 《Journal of the History of Ideas》 (University of Philadelphia Press) 61 (4): 617–634. doi:10.1353/jhi.2000.0033.
- Brant, Clare (2006). 《Eighteenth-Century Letters and British Culture》. London: Palgrave, Inc. ISBN 978-1-4039-9482-0.
- Bruyn, Frans De (2001). “Anti-Semitism, Millenarianism, and Radical Dissent in Edmund Burke's Reflections on the Revolution in France”. 《Eighteenth-Century Studies》 (Johns Hopkins University Press) 34 (4): 577–600. doi:10.1353/ecs.2001.0040.
- Greenblatt, Stephen (2012). 《The Norton Anthology of English Literature: The Romantic Period》. New York: W.W. Norton & Company, Inc. ISBN 978-0-39391252-4.
- Mazlish, Bruce (1958). “The Conservative Revolution of Edmund Burke”. 《The Review of Politics》 (Cambridge University Press) 20 (1): 21–23. doi:10.1017/s0034670500020842.
- Nisbet, Robert (2007). 《보수주의》. 번역 강정인 1판. 이후. ISBN 978-89-88105-79-5.
- 김응종 (2018). “버크와 페인 – 프랑스혁명에 대한 엇갈린  예언”. 《역사와 담론》 87: 189-226.
- 미학대계간행회 (2007). 《미학의 역사》 1판. 서울대학교출판문화원.
- 박윤덕 (2009). “서평 : 에드먼드 버크, 「프랑스혁명에 관한 성찰」, 이태숙 역(한길사,2008), 394쪽”. 《서양사연구》 40 (0): 183-191.
- 이태숙 (2005). “프랑스혁명 논쟁자들의 영국 헌정 인식 - 버크, 울스턴크래프트, 페인”. 《영국 연구》 14 (0): 163-188.